# Sam Smith
Sam Smith, właśc. Samuel Frederick Smith (ur. 19 maja 1992 w Londynie) – brytyjski piosenkarz, kompozytor, muzyk i autor tekstów piosenek z głosem klasyfikowanym jako tenor.
Rozpoznawalność zyskał w październiku 2012, pojawiając się gościnnie w utworze brytyjskiego duetu elektronicznego Disclosure „Latch”, który uplasował się na 11. miejscu listy UK Singles Chart. Pojawił się też w singlu producenta Naughty’ego Boya, „La La La”. W grudniu 2013 został nominowany do nagród BRIT Critics’ Choice Award 2014 oraz BBC: Sound of..., gdzie obie wygrał sukcesywnie.
Pod koniec maja 2014 nakładem wytwórni Capitol Records wydał debiutancki album, zatytułowany In the Lonely Hour. Głównym singlem z krążka został „Lay Me Down”, a drugim – „Money on My Mind”, który trafił na pierwsze miejsce listy przebojów w Wielkiej Brytanii. Trzeci singiel promujący płytę, „Stay with Me”, stał się numerem jeden w kraju oraz uplasował się na drugim miejscu listy Billboard Hot 100. Czwarty singiel, „I’m Not the Only One”, był notowany w Top 5 krajowych list najlepiej sprzedających się singli. Przedostatni z nich, „Like I Can”, dotarł do pierwszej dziesiątki brytyjskiego notowania.
W styczniu 2014 zadebiutował w USA w programie Late Night with Jimmy Fallon, a w marcu – w Saturday Night Live. 5 grudnia został sześciokrotnie nominowany do nagród Grammy, ostatecznie wygrywając w kategoriach: Nagranie roku i Piosenka roku (za „Stay with Me”), Najlepszy album popowo-wokalny (za In the Lonely Hour) i Najlepszy nowy artysta. Podczas 35. gali BRIT Awards, która miała miejsce 25 lutego 2015, otrzymał statuetki w dwóch kategoriach: Najlepszy brytyjski przełomowy wykonawca oraz Międzynarodowy sukces, natomiast na gali Billboard Music Awards 2015 został zwycięzcą trzech nagród podczas ceremonii: Najlepszy wykonawca męski, Najlepszy debiutant oraz Najlepszy wykonawca na liście Billboard Hot 100 Airplay. W październiku 2015 został nagrodzony dwoma światowymi rekordami Guinnessa.
Za napisany przez niego oraz Jimmy’ego Napesa utwór „Writing’s on the Wall”, będący piosenką przewodnią do Spectre (2015), 24. filmu o przygodach Jamesa Bonda, wygrał Oscara oraz Złoty Glob w kategorii Najlepsza piosenka oryginalna. Stała się ona pierwszą piosenką przewodnią dla filmu o Bondzie, która osiągnęła szczyt najlepiej sprzedających się singli w Wielkiej Brytanii.
Na początku listopada 2017 wydał drugi album studyjny pt. The Thrill of It All, który zadebiutował na pierwszym miejscu list UK Albums Chart i Billboard 200. Główny singiel promujący krążek, „Too Good at Goodbyes”, stał się szóstym singlem numer jeden Smitha na liście UK Singles Chart oraz  pierwszym na ARIA Charts. W 2018 nagranie „Promises”, które zrealizował z Calvinem Harrisem dotarło na UK Singles Chart, zostając siódmym utworem Smitha, który osiągnął taki wynik.
Określa się jako osoba niebinarna i mówi o sobie poprzez neutralny płciowo zaimek „they”.

## Życiorys
Urodził się w Londynie, jest dzieckiem Kate Cassidy i Fredericka Smitha. Jest absolwentem Młodzieżowego Teatru Muzycznego, w 2007 zagrał w produkcji Oh! Carol. Przed rozpoczęciem pracy w teatrze muzycznym grał w zespołach jazzowych. Przez lata studiował śpiewanie i pisanie utworu u wokalistki i pianistki jazzowej, Joanny Eden. Uczęszczał także do Szkoły Katolickiej im. Świętej Marii w Bishop’s Stortford, był członkiem Bishop’s Stortford Junior Operatics oraz Młodzieżowego Chóru Cantate.

### Kariera zawodowa
W 2012 nawiązał współpracę z duetem Disclosure, z którym napisał piosenkę „Latch”, a także nagrał do niej partię wokalną. Utwór został wydany w październiku 2012 i trafił na 11. miejsce krajowej listy przebojów. W lutym 2013 ukazał się jego solowy debiutancki singiel „Lay Me Down” którym zwiastował swój debiutancki album. W maju zaprezentował utwór „La, La, La”, który nagrał we współpracy z Naughty Boyem. Piosenka dotarła na pierwsze miejsce brytyjskiego zestawienia przebojów. W tym samym roku wydał swój pierwszy minialbum pt. Nirvana, na którym umieścił piosenki: „Stay with Me”, „Nirvana”, akustyczną wersję singla „Latch” oraz wykonanie na żywo utworu „I’ve Told You Now” z koncertu w londyńskim kościele. W grudniu otrzymał nominację do Nagrody Brytyjskiego Rynku Fonograficznego (BRIT) w kategorii Wybór Krytyków (ang. Critics’ Choice) i został jednym z pięciu nominowanych w plebiscycie Sound of... 2014 telewizji BBC. Kilka tygodni później został zdobywcą obu wyróżnień.

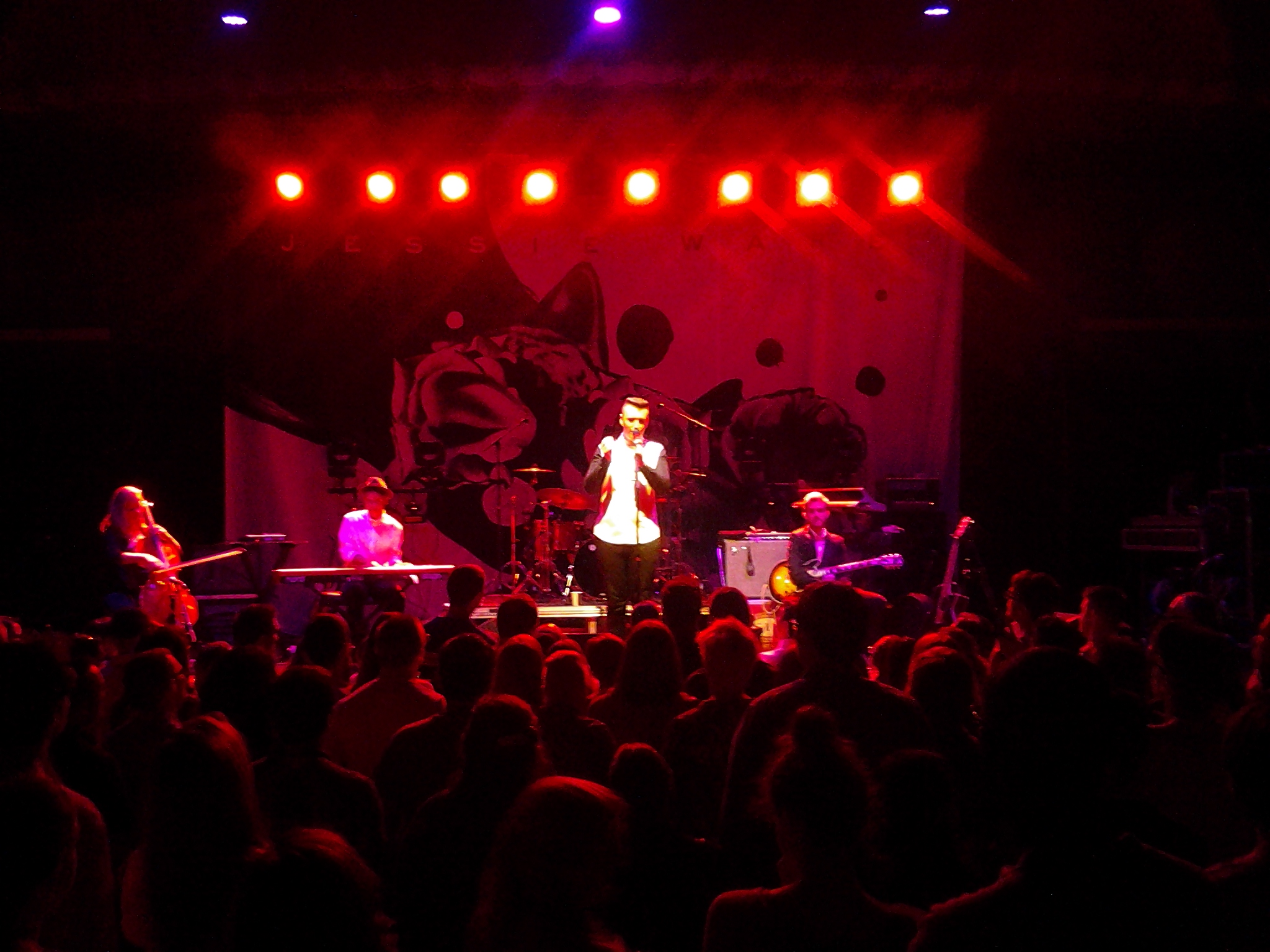
Smith podczas koncertu w Bostonie (2013)

W lutym 2014 opublikował drugi singiel z debiutanckiej płyty, „Money on My Mind”. Dwa miesiące później wydał singiel „Stay with Me”, który dotarł do pierwszego miejsca krajowych list przebojów oraz na szczyt notowań m.in. w Polsce, Irlandii, Izraelu, Nowej Zelandii, Szkocji. 26 maja zaprezentował debiutancki album studyjny pt. In the Lonely Hour, który został wydany pod szyldem wytwórni Capitol Records. Jak przyznał Smith, inspiracją do napisania materiału na album była nieszczęśliwa, nieodwzajemniona miłość do mężczyzny. Płyta dotarła do pierwszego miejsca brytyjskiej listy najczęściej kupowanych albumów oraz do drugiej pozycji w amerykańskim notowaniu Billboard 200, zdobyła pozytywne opinie od recenzentów muzycznych. W październiku krążek zdobył nagrodę MOBO w kategorii Najlepsza płyta. W listopadzie płyta okazała się drugim najczęściej kupowanym krążkiem w USA w 2014, w styczniu 2015 ogłoszono uzyskanie przez album podobnego wyniku w Wielkiej Brytanii. Czwartym singlem z płyty został utwór „I’m Not the Only One”.
W czerwcu 2014 nawiązał współpracę z Mary J. Blige, z którą nagrał odświeżoną wersję singla „Stay with Me” oraz dla której wyprodykował utwór „Right Now” z albumu pt. The London Sessions. W lipcu otrzymał dwie nominacje do nagrody MTV Video Music Awards w kategoriach Najlepsze męskie wideo oraz Artysta do obejrzenia. We wrześniu amerykański raper A$AP Rocky stworzył oficjalny remiks piosenki. W tym samym miesiącu Smith wystąpił na iTunes Festival. W październiku został uznany za Debiutanta roku podczas wręczenia Nagród magazynu Q. W listopadzie ukazał się ostatni, piąty singiel promujący jego album – „Like I Can”. W tym czasie wokalista dołączył także do zespołu charytatywnego Band Aid 30 złożonego z brytyjskich i irlandzkich wykonawców, z którym nagrał nową wersję utworu „Do They Know It’s Christmas?”, dochód z którego wspierał ofiary wirusa Eboli. Pod koniec miesiąca odebrał statuetkę podczas ceremonii American Music Awards w kategorii Najlepszy artysta popowy/rockowy. Podczas gali wręczenia nagród wykonał także gościnnie piosenkę „I’m Not the Only One”. W grudniu otrzymał sześć nominacji do Nagród Grammy w kategoriach: Najlepszy nowy artysta, a także Najlepsze nagranie roku, Piosenka roku, Najlepszy solowy występ muzyki pop (za utwór „Stay with Me”) oraz Album roku i Najlepszy wokalny album popowy (za płytę In the Lonely Hour). Ostatecznie otrzymał cztery statuetki: za Najlepsze nagranie roku, Nagranie roku, Najlepszy wokalny album popowy oraz został mianowany Najlepszym nowym artystą.

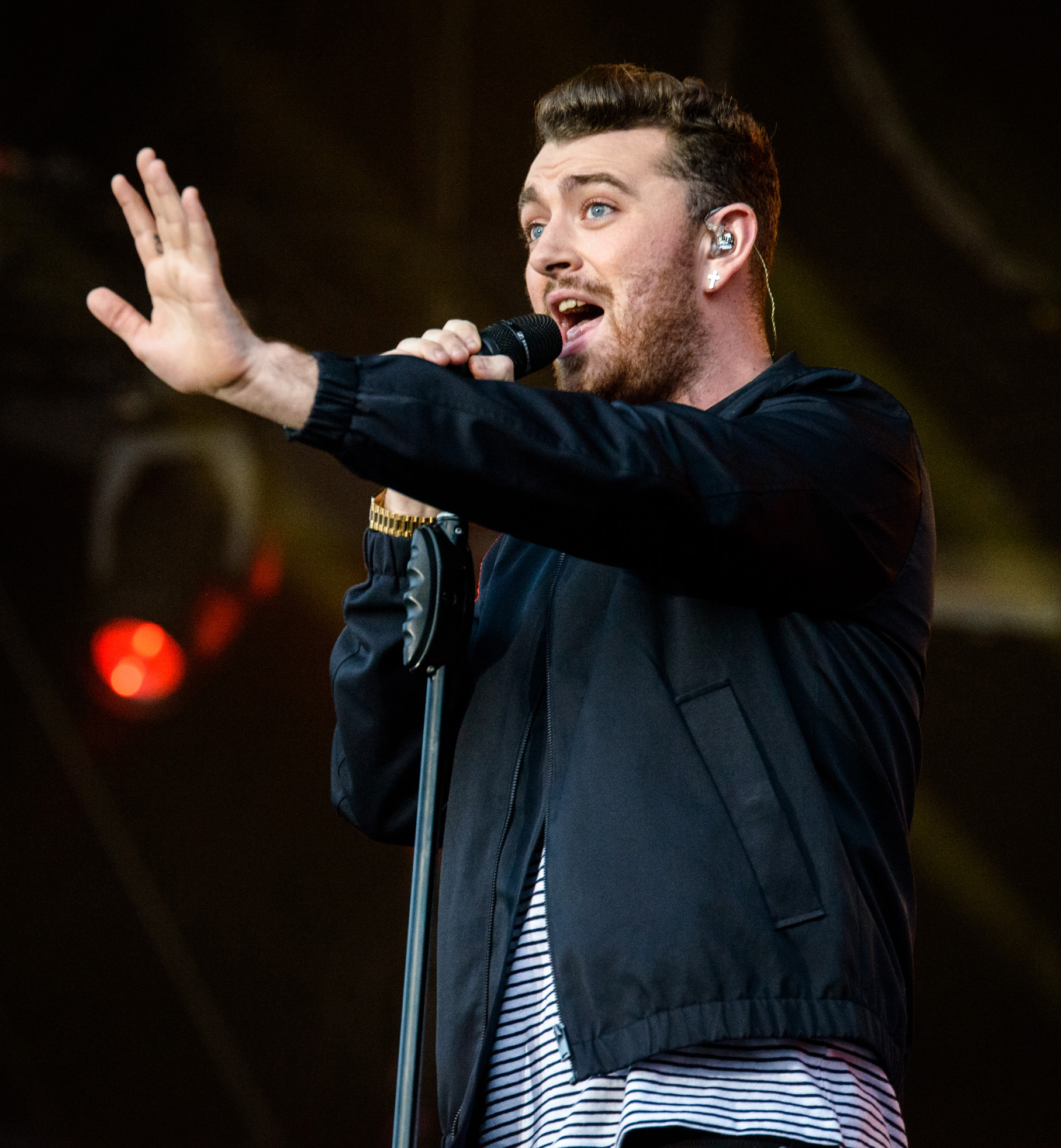
Smith podczas występu na festiwalu Lollapalooza (2015)

W styczniu 2015 został nominowany do zdobycia Brit Awards w kategoriach: Brytyjski wykonawca roku, Brytyjski album roku według MasterCard (za płytę In the Lonely Hour) oraz Teledysk roku brytyjskiego wykonawcy i Brytyjski singiel roku (za utwór „Stay with Me”), a także Brytyjski debiut, za wygraną w której ostatecznie otrzymał statuetkę. Podczas gali (zorganizowanej 25 lutego) został wyróżniony tytułem Artysty z największym międzynarodowym sukcesem, a także został jednym z gości muzycznych widowiska, podczas którego zaśpiewał utwór „Lay Me Down”, wydany ponownie jako ostatni singiel promujący In The Lonely Hour. Pod koniec lipca ukazał się utwór „Omen” duetu Disclosure, w którym gościnnie zaśpiewał Smith. Klip do piosenki został wydany 27 lipca 2015. Znajduje się on na drugim albumie duetu, Caracal.
We wrześniu 2015 ogłoszono, że Smith nagra oficjalny utwór promujący film Spectre opowiadający o przygodach Jamesa Bonda. Oficjalna premiera utworu przewodniego, „Writing’s on the Wall” odbyła się 25 września 2015. Klip do piosenki został wydany 5 października 2015. W ramach promocji piosenki Smith pojawił się na premierach filmu w różnych krajach, m.in. w Meksyku. W następnym miesiącu wydał reedycję albumu pt. In The Lonely Hour: Drowning Shadows Edition, uzupełnioną o tytułową piosenkę oraz dwa covery innych piosenek, remiksy singli, wersje akustycznie piosenek i wersje na żywo.
W 2016 zaczął przygotowywać materiał na drugi album, nad którym pracował m.in. z Adamem Lambertem. W pierwszych miesiącach 2017 ogłosił, że utwory z nadchodzącej płyty wyprodukowali bliscy współpracownicy Smitha, tj. Jimmy Napes i Naughty Boy. W kwietniu potwierdził współpracę z trio Clean Bandit, Timbalandem czy Francesem. 8 września wydał pierwszy od trzech lat singel, „Too Good at Goodbyes”, który stał się jego szóstym singlem numer jeden w Wielkiej Brytanii, pierwszym w Australii, a w Stanach Zjednoczonych trafił on do pierwszej piątki listy Billboard Hot 100. Otrzymał także mieszane opinie od krytyków, natomiast oficjalny teledysk od czasu premiery zgromadził ponad 862 mln wyświetleń. 3 listopada Smith wydał drugi album studyjny, zatytułowany The Thrill of It All, który tydzień po premierze zadebiutował na szczycie UK Albums Chart i Billboard 200. Chronologicznie został on drugim albumem numer jeden artysty w Wielkiej Brytanii, natomiast pierwszym w USA. Po dwóch tygodniach pokrył się dwukrotną platyną w Wielkiej Brytanii. W dniu wydania płyty ogłoszono, że drugim singlem będzie „One Last Song”, który nie osiągnął jednak sukcesu komercyjnego, jednakże znalazł się on w Top 30 na liście singli w Polsce, oraz na UK Singles Chart.

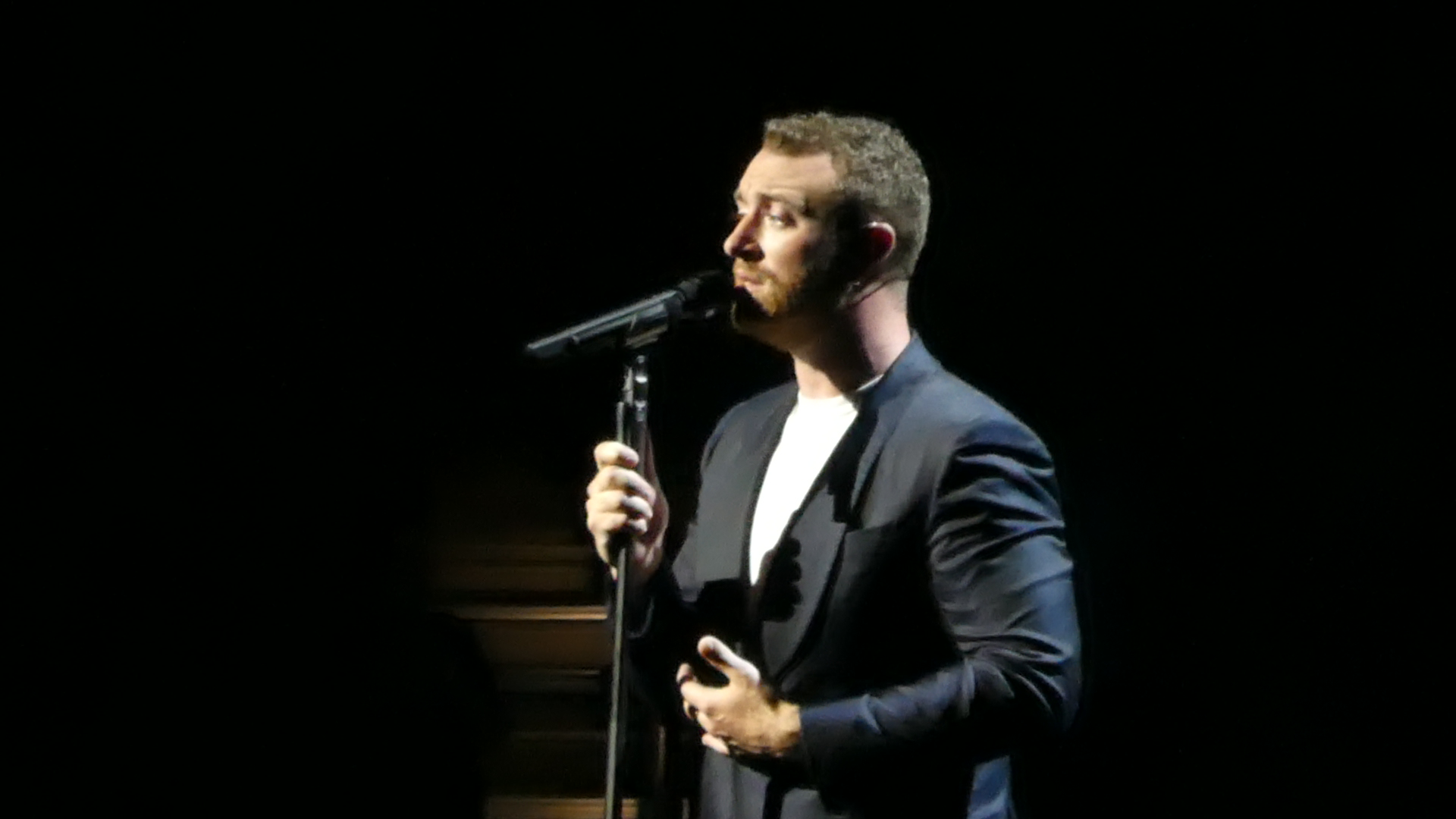
Smith podczas koncertu w ramach The Thrill Of It All World Tour (2018)

20 marca 2018 wyruszył w drugą, światową trasę koncertową The Thrill of It All Tour, która zakończyła się w kwietniu 2019. W tym czasie potwierdził, że trzecim singlem z płyty będzie „Pray”, nagrany z gościnnym udziałem amerykańskiego rapera, Logica. Premiera singla odbyła się 29 marca, a oficjalny klip do niego został udostępniony 9 maja 2018 w serwisie Vevo. Utwór wcześniej został wydany na początku października 2017 jako singel promocyjny w wersji solowej. 1 czerwca został headlinerem Orange Warsaw Festival w Polsce. Był to jego pierwszy występ w tym kraju. 17 sierpnia szkocki DJ Calvin Harris wypuścił singel „Promises” z gościnnym wokalem Smitha, który osiągnął sukces komercyjny na całym świecie, tj. stając się do tej pory siódmym nagraniem piosenkarza, które dotarło na szczyt najlepiej sprzedających się singli w Wielkiej Brytanii.
W styczniu 2019 wydał singiel „Dancing with a Stranger” z gościnnym udziałem członkini zespołu Fifth Harmony, Normani. Utwór osiągnął duży sukces komercyjny plasując się w pierwszej dziesiątce najpopularniejszych singli w 26 krajach na świecie. Utwór osiągnął status potrójnej platynowej płyty w Stanach Zjednoczonych za sprzedaż trzech milionów kopii singla, a według Forbesa był najczęściej odtwarzanym utworem radiowym na świecie w 2019 roku. 19 lipca swoją premierę miał kolejny utwór „How Do You Sleep?”, który również stał się popularny osiągając wysokie noty w wielu krajach.
13 lutego 2020 ujawnił, że trzeci album studyjny będzie zatytułowany To Die For i zostanie wydany 1 maja 2020. Podczas dalszej promocji krążka, data premiery została przesunięta na lato. 30 marca 2020 ogłosił, że trwająca pandemia COVID-19 opóźni wydanie albumu, a także zostaną wprowadzone zmiany w liście utworów i tytule albumu. W kolejnym miesiącu ukazał się utwór „I'm Ready”, który nagrał w duecie z Demi Lovato. 17 września wydał singiel „Diamonds”. 30 października 2020 wydał album pt. Love Goes.
27 stycznia 2023 wydał album pt. Gloria, który promował singlami: „Love Me More”, „Unholy”, „Gimme” i „I'm Not Here to Make Friends”. Nagrany z gościnnym udziałem Kim Petras utwór „Unholy” osiągnął ogólnoświatowy sukces komercyjny, plasując się na szczycie notowań najpopularniejszych singli w większości krajów oraz zdobył nagrodę za najlepszy występ popowy w duecie podczas 65. ceremonii wręczenia nagród Grammy.

## Życie prywatne
W maju 2014 wyznał, że jest osobą homoseksualną. Na początku stycznia 2015 poinformował o tym, że spotyka się z modelem Jonathanem Zeizelem, którego poznał podczas kręcenia teledysku do piosenki „Like I Can”. 20 stycznia podczas koncertu w Toronto Smith poinformował o rozstaniu z partnerem. We wrześniu 2017 media doniosły, że Smith spotyka się z aktorem Brandonem Flynnem. W czerwcu 2018 para się rozstała.
W wywiadzie udzielonym serwisowi 4music.com w maju 2014 ujawnił, że ma zaburzenia obsesyjno-kompulsyjne.
W październiku 2017 wyznał, że identyfikuje się jako genderqueer i używa neutralnych płciowo zaimków they/them/theirs. W wywiadzie dla „The Sunday Times” powiedział, że „czuje się tak samo kobietą, jak jest mężczyzną”. W 2019 określił się jako osoba niebinarna.

## Dyskografia

### Albumy studyjne
- In the Lonely Hour (2014) – 3x platynowa płyta w Polsce[100]
- The Thrill of It All (2017) – platynowa płyta w Polsce[101]
- Love Goes (2020) – platynowa płyta w Polsce[102]
- Gloria (2023) – 2x platynowa płyta w Polsce[102]

### Minialbumy
- Nirvana (2013)
- Dance (2020)
- Heartbreak (2020)